# Synomera hylonome
Synomera hylonome är en fjärilsart som beskrevs av William Schaus 1916. Synomera hylonome ingår i släktet Synomera och familjen nattflyn. Inga underarter finns listade i Catalogue of Life.